# الإمبراطورية العمانية
الإمبراطورية العمانية الممتدة من بحيرات وسط أفريقيا غرباً حتى مشارف شبه القارة الهندية شرقاً كانت محصلة لجهد السلطان سعيد بن سلطان, لذلك كانت وفاته عام 1856م نقطة تحول خطيرة في تاريخ هذه الإمبراطورية العملاقة, حيث إنقسمت إلى دولتين القسم الإفريقي أي زنجبار فقد أصبح تحت سلطة السيد ماجد بن سعيد أما القسم الآسيوي فتولى حكمه السيد ثويني بن سعيد الذي كان ينوب عن والده في حكم عمان منذ عام 1833م

## تقسيم الامبراطورية
بعد وفاة السلطان سعيد بن سلطان مؤسس الإمبراطورية العمانية دبّ، الصراع بين أبنائه على حكم الإمبراطورية، وتحديدا بين السلطان ثويني بن سعيد بن سلطان سلطان مسقط، والسلطان ماجد بن سعيد أول سلاطين زنجبار، ليتم بعدها إحالة موضوع التحكيم، وحل هذا النزاع بين الأخوين للحكومة البريطانية التي كانت أصلا تهيمن على المنطقة، وتربطها علاقات مميزة، واتفاقيات تجارية مع الإمبراطورية العمانية منذ أيام السيد أحمد بن سعيد، وأبنائه الذين تعاقبوا على حكم عمان.
ولذلك، وبرضى من الأخوين المتنازعين شكلت الحكومة البريطانية لجنة لتقصي الحقائق في مسقط وزنجبار قبل الوصول إلى تسوية نهائية ترغم جميع الأطراف بالموافقة عليها تمهيدا لتقسيم الإمبراطورية العمانية، وللأبد، لينفصل الجناح الآسيوي عن الأفريقي، بعدما كانت بوحدتها من أقوى الإمبراطوريات في المنطقة.